# Videomodus
Mit Videomodus bzw. u. a. auch Bildschirmmodus bezeichnet man bei Computern und Computerprogrammen den Modus der Ansteuerung eines Bildschirms. Die Bildausgabe erfolgt mittels eines Videoadapters oder einer Grafikkarte. Die allgemeinen Parameter von Videomodi sind meist in Form von Grafikstandards definiert.

## Unterscheidung zwischen Text- und Grafikmodus
Videomodi können grundsätzlich in Textmodus und Grafikmodus unterteilt werden, wobei nicht jedes Computersystem bzw. nicht jede Plattform auch beide Arten bietet. Historische Systeme nutzten beispielsweise ausschließlich den Textmodus, während einzelne spätere Systeme bewusst komplett auf den Textmodus verzichteten und nur noch Grafikmodi bieten, beispielsweise der ab 1984 verfügbare Macintosh von Apple.
Was später als Grafikkarte bezeichnet wurde, war anfangs ein im Textmodus arbeitender Bildschirmadapter, dessen Technik sich aus den Fernschreibern entwickelt hatte. Grafikkarten, die nur einen der beiden Modi unterstützen, wurden zur Unterscheidung teilweise auch als Textadapter oder Grafikadapter bezeichnet. Auf dem vom IBM PC abgeleiteten modernen PC können Grafikkarten traditionell sowohl in einem Text- als auch in einem Grafikmodus betrieben werden.

## Setzen eines Videomodus
Je nach Computersystem bzw. Plattform gibt es meist standardisierte Wege, in einen unterstützten Videomodus zu wechseln. Personal Computer und Heimcomputer starten in einem bestimmten Modus, der vom System (wie z. B. dem installierten Betriebssystem) oft ohne Veränderung genutzt wird. Beispielsweise startet der Commodore 64 das im ROM enthaltene Commodore BASIC im Textmodus mit 40 × 25 Zeichen in 16 Farben. Der Textmodus wird auch von vielen Programmen unverändert genutzt, da durch die Sprites-Technik auch unabhängig vom Videomodus viel Grafik ermöglicht wird. Der dokumentierte Grafikmodus heißt beim C64 BITMAP und kann entweder eine höhere Auflösung oder mehr Farben bieten.
Der IBM PC hatte ursprünglich acht Videomodi, die u. a. über BIOS-Funktionen gesteuert werden können.
| Modus | Art    | Auflösung | Farben                        | Adapter |
| ----- | ------ | --------- | ----------------------------- | ------- |
| 0     | Text   | 40×25     | 16 (grau)                     | CGA     |
| 1     | Text   | 40×25     | 16 Vordergrund, 8 Hintergrund | CGA     |
| 2     | Text   | 80×25     | 16 (grau)                     | CGA     |
| 3     | Text   | 80×25     | 16 Vordergrund, 8 Hintergrund | CGA     |
| 4     | Grafik | 320×200   | 4                             | CGA     |
| 5     | Grafik | 320×200   | 4 (grau)                      | CGA     |
| 6     | Grafik | 640×200   | 2                             | CGA     |
| 7     | Text   | 80×25     | s/w                           | MDA     |

Mit der Weiterentwicklung der Grafikkarten kamen weitere Modi hinzu, wobei alle ursprünglichen Modi weiterhin unterstützt wurden (beispielsweise vom CGA/MDA-Nachfolger EGA). Nach VGA, das als Standard auf EGA folge, integrierten jedoch viele Hersteller eigene Modi, weshalb mit den VESA-Modi abermals eine Standardisierung geschaffen wurde, vor allem um unter dem Betriebssystem DOS das Setzen der hinzugekommenen (höherauflösenden bzw. mehrfarbigen) Videomodi vereinheitlicht ermöglichen zu können. Die VESA-Videomodi sind per Funktionen eines VESA BIOS erreichbar.
Bei modernen Betriebssystemen kümmert sich jedoch das Grafik-Subsystem, gemeinsam mit einer standardisierten Programmierschnittstelle (englisch API) und dem jeweiligen Grafiktreiber, um das Setzen des gewünschten Videomodus.